# Smilax sieboldii
Smilax sieboldii är en enhjärtbladig växtart som beskrevs av Friedrich Anton Wilhelm Miquel. Smilax sieboldii ingår i släktet Smilax och familjen Smilacaceae. Inga underarter finns listade.